# Jàfar al-Mufàwwad
Jàfar al-Mufàwwad (segle ix) fou un príncep abbàssida, fill del califa al-Mútadid.
Després de pujar al tron, al-Mútadid havia reconegut hereu al seu germà al-Muwàffaq i al seu propi fill Jàfar al-Mufàwwad, i havia repartit l'imperi entre els dos presumptes hereus: al-Muwàffaq l'orient i el jove al-Mufàwwad l'occident, i un turc, el general Mussa ibn Bughà, fou nomenat com a regent del segon per si arribava el cas.
El 873 Jàfar fou nomenat governador titular d'Egipte i Síria que de fet administrava Àhmad ibn Tulun. El jove Jàfar no exercia poder ni a Egipte ni en lloc, ja que en realitat tot el govern estava en mans d'al-Muwàffaq que tenia el seu germà sota control, però, entre altres problemes, s'enfrontava a la revolta dels zanj i no podia actuar com volia. El 879 Àhmad ibn Tulun va començar a unir el seu nom al del príncep governador Jàfar al-Mufàwwad en les monedes d'or. Fins al final, però, va reconèixer el califa al-Mútamid, encara que probablement hi va ajudar el fet que aquest no gaudia del poder efectiu.
El 882 al-Muwàffaq va nomenar Ishaq ibn Kundaj com a nou governador d'Egipte i Síria, nomenament que no va tenir cap efecte. Mort al-Muwàffaq el juny del 891, el seu fill Àhmad va rebre el làqab d'al-Mútadid i va heretar la posició paterna com a segon en la línia de successió després d'al-Mufàwwad. Els partidaris del seu pare van passar a ser-ho del fill, destacant la figura del visir Ubayd-Al·lah ibn Sulayman ibn Wahb, així com el general Badr, després anomenat Badr al-Mutadidí.
L'abril del 892 al-Mufàwwad fou desposseït de la seva condició d'hereu i al-Mútamid va ocupar el primer lloc. Sis mesos després, l'octubre del 892, a la mort d'al-Mútadid, al-Mútadid va ser proclamat califa. Al-Mufàwwad desapareix aleshores de les cròniques.